# اپلتن (تنسی)
اپلتن (به انگلیسی: Appleton) یک منطقهٔ مسکونی در ایالات متحده آمریکا است که در شهرستان لارنس، تنسی واقع شده‌است. اپلتن ۲۰۰٫۸۷ متر بالاتر از سطح دریا واقع شده‌است.